# Campionat d'Espanya de motocròs 1988
La temporada de 1988 del Campionat d'Espanya de motocròs fou la 30a edició d'aquest campionat, organitzat per la Reial Federació Motociclista Espanyola.

## Classificació final

### 125cc
| Posició | Pilot               | Motocicleta | Punts |
| ------- | ------------------- | ----------- | ----- |
| 1       | Josep Alonso        | Yamaha      | ?     |
| 2       | José María González | ?           | ?     |
| 3       | Bernard Rendueles   | ?           | ?     |
| 4       | ?                   | ?           | ?     |
| 5       | ?                   | ?           | ?     |
| 6       | ?                   | ?           | ?     |
| 7       | ?                   | ?           | ?     |
| 8       | ?                   | ?           | ?     |
| 9       | ?                   | ?           | ?     |
| 10      | ?                   | ?           | ?     |

### 250cc
| Posició | Pilot          | Motocicleta | Punts |
| ------- | -------------- | ----------- | ----- |
| 1       | Luis López     | Honda       | ?     |
| 2       | Pablo Colomina | Yamaha      | ?     |
| 3       | Jordi Elías    | Yamaha      | ?     |
| 4       | ?              | ?           | ?     |
| 5       | ?              | ?           | ?     |
| 6       | ?              | ?           | ?     |
| 7       | ?              | ?           | ?     |
| 8       | ?              | ?           | ?     |
| 9       | ?              | ?           | ?     |
| 10      | ?              | ?           | ?     |

## Categories inferiors
Font:
| Campionat               | Guanyador         | Motocicleta |
| ----------------------- | ----------------- | ----------- |
| Júnior 250cc            | Bernard Rendueles | Yamaha      |
| Juvenil-B (Sub-16) 80cc | Daniel Rodríguez  | Yamaha      |
| Juvenil-A (Sub-13) 80cc | Agapito García    | Kawasaki    |